# Corpoyer-la-Chapelle
Corpoyer-la-Chapelle è un comune francese di 21 abitanti situato nel dipartimento della Côte-d'Or nella regione della Borgogna-Franca Contea.

## Società

### Evoluzione demografica
Abitanti censiti